# Ghost in the Shell (phim 1995)
Ghost in the Shell là một bộ anime điện ảnh cyberpunk năm 1995 của đạo diễn Oshii Mamoru. Bộ phim được viết bởi Itō Kazunori và dựa trên bộ manga cùng tên của Shirow Masamune. Bộ phim được lồng tiếng bởi của Tanaka Atsuko, Ōtsuka Akio và Kayumi Iemasa. Ghost in the Shell là sản xuất hợp tác quốc tế của Nhật Bản-Anh, được sản xuất bởi Kodansha, Bandai Visual và Manga Entertainment, với hoạt hình được cung cấp bởi Production I.G.
Bộ phim lấy bối cảnh vào năm 2029 tại Nhật Bản, và theo chân Kusanagi Motoko, một đặc vụ an ninh công cộng cyborg, chuyên săn lùng một hacker bí ẩn được gọi là Puppet Master. Câu chuyện tích hợp các chủ đề triết học tập trung vào sự tự nhận dạng trong một thế giới công nghệ tiên tiến. Âm nhạc, được sáng tác bởi Kawai Kenji, bao gồm các yếu tố của một ngôn ngữ Nhật Bản cổ đại.
Các nhà phê bình đặc biệt ca ngợi lối tự sự, nhạc nền và hình ảnh của bộ phim, đạt được thông qua sự kết hợp giữa hoạt hình cel truyền thống và hoạt hình CGI. Bộ phim có kinh phí trên 10 triệu đô la Mỹ, ban đầu là một thất bại phòng vé, trước khi được người hâm mộ cuồng nhiệt quan tâm trên dịch vụ cho thuê băng đĩa hình, và cuối cùng thu về khoảng 43 triệu đô la Mỹ trong tổng doanh thu phòng vé và doanh thu băng đĩa hình. Nó truyền cảm hứng cho các nhà làm phim như Wachowskis, người tạo ra các bộ phim Ma trận và James Cameron. Năm 2004, Oshii đạo diễn Ghost in the Shell 2: Innocence, được coi là một tác phẩm riêng biệt và không phải là phần hậu truyện thực sự. Năm 2008, Oshii đã phát hành phiên bản cập nhật của bộ phim gốc, Ghost in the Shell 2.0, có âm thanh mới và hoạt hình 3D được nâng cấp.

## Cốt truyện
Vào năm 2029, với sự tiến bộ của công nghệ điều khiển học, cơ thể con người có thể được "cường hóa" hoặc thậm chí thay thế hoàn toàn bằng các bộ phận điều khiển học. Một thành tựu quan trọng khác là cyberbrain, vỏ bọc cơ học cho não bộ con người cho phép truy cập Internet và các mạng khác. Một thuật ngữ thường được đề cập là "ma" (ghost), đề cập đến ý thức cư ngụ trong cơ thể gọi là "vỏ" (shell). Thiếu tá Kusanagi Motoko là lãnh đạo đội đột kích của Bộ An ninh Công cộng Tiểu đội 9 của "Thành phố Niihama" tại Nhật Bản.
Theo lời đề nghị của Nakamura, tổ trưởng Tiểu đội 6, cô ám sát thành công một nhà ngoại giao của nước ngoài để ngăn chặn một lập trình viên phản quốc tên là Daita. Thông dịch viên của Bộ Ngoại giao đã bị hack vào ma (ghost-hack), có lẽ là để ám sát các VIP trong một cuộc họp sắp tới. Tin rằng thủ phạm là Puppet Master bí ẩn, đội của Kusanagi đã theo dõi các cuộc gọi điện thoại đã phát tán virus.
Sau một cuộc truy đuổi, họ bắt được một nhân viên thu gom rác và một tên du côn. Tuy nhiên, cả hai chỉ là những cá nhân bị hack vào ma mà không có manh mối nào về Puppet Master. Cuộc điều tra một lần nữa đi vào ngõ cụt. Megatech Body, một nhà sản xuất "vỏ" có mối quan hệ chặt chẽ với chính phủ, đã bị hack và ráp thành một cơ thể điều khiển học. Cơ thể đã bỏ chạy nhưng bị xe tải đâm. Khi Tiểu đội 9 kiểm tra cơ thể, họ tìm thấy một "ma" người bên trong bộ não máy tính của nó. Thật bất ngờ, trưởng bộ phận của Tiểu đội 6 Nakamura đến để đòi lại cơ thể. Ông tuyên bố rằng "ma" bên trong não bộ chính là Puppet Master, đã bị dụ để chui vào cơ thể bởi Tiểu đội 6. Cơ thể tự kích hoạt lại, tuyên bố rằng nó là một thực thể tự chủ và yêu cầu quyền tị nạn.
Sau khi Puppet Master bắt đầu một cuộc tranh luận ngắn gọn về những gì cấu thành nên một con người, một đặc vụ được ngụy trang đi cùng Nakamura thực hiện hành động đánh lạc hướng và chạy trốn cùng với cơ thể. Cảm nhận được sự bất thường, đội của Kusanagi đã chuẩn bị và ngay lập tức truy đuổi đặc vụ. Trong khi đó, Tiểu đội 9 điều tra "Dự án 2501", được đề cập trước đó bởi Puppet Master, và tìm thấy mối liên hệ với Daita, người mà Tiểu đội 6 cố gắng ngăn chặn âm mưu phản quốc. Đối diện với thông tin được phát hiện, Aramaki Daisuke, tổ trưởng Tiểu đội 9, kết luận rằng Tiểu đội 6 đã tạo ra chính Puppet Master cho các mục đích chính trị khác nhau, và bây giờ tìm cách lấy lại cơ thể mà nó hiện đang sinh sống.
Kusanagi đi theo chiếc xe chở cơ thể đến một tòa nhà bỏ hoang, nơi cô phát hiện ra nó đang được bảo vệ bởi một tachikoma lớn. Sốt ruột khi phải đối mặt với ma của Puppet Master, Kusanagi tấn công vào chiến tăng mà không có kế hoạch dự phòng, dẫn đến việc hầu hết mọi bộ phận trên cơ thể cô bị cắt rời thành từng mảnh. Batou, cộng sự của cô đến kịp lúc để giải cứu cô và giúp kết nối não bộ của cô với Puppet Master.
Puppet Master giải thích cho Kusanagi rằng anh được tạo ra bởi Tiểu đội 6. Trong khi lang thang trên nhiều mạng khác nhau, anh dần trở nên đa cảm và bắt đầu suy ngẫm về sự tồn tại của mình. Quyết định bản chất của sự sống là sinh ra và chết đi, anh muốn tồn tại với một não bộ như bao người bình thường khác. Vì không thể thoát khỏi mạng của Tiểu đội 6, anh buộc phải tự tải bản thân mình vào một cơ thể điều khiển học. Sau khi tiếp xúc với Kusanagi, anh tin rằng cô cũng đang đặt câu hỏi về con người của mình và họ có rất nhiều điểm chung. Anh đề xuất sáp nhập phần ma của họ lại với nhau, đổi lại, Kusanagi sẽ có được tất cả khả năng của mình. Kusanagi đồng ý sáp nhập.
Lính bắn tỉa từ Tiểu đội 6 tiếp cận tòa nhà, dự định phá hủy não bộ của Puppet Master và Kusanagi để che đậy Dự án 2501. Vỏ của Puppet Master bị phá hủy, nhưng Batou che chắn đầu Kusanagi kịp thời để cứu não bộ của cô. Khi Tiểu đội 9 gần đến hiện trường, các tay súng bắn tỉa rút lui. "Kusanagi" thức dậy trong ngôi nhà cứu hộ của Batou với cái đầu của chiếc vỏ trước đó gắn liền với cơ thể cyborg mới. Cô nói với Batou rằng thực thể trong cơ thể cô không phải là Kusanagi hay Puppet Master, mà là sự kết hợp của cả hai. Cô hứa với Batou họ sẽ gặp lại nhau, rời khỏi nhà và tự hỏi sẽ đi đâu tiếp theo.

## Diễn viên lồng tiếng
| Nhân vật                | Diễn viên lồng tiếng Nhật                        | Diễn viên lồng tiếng Anh (Nghệ danh trong ngoặc đơn) |
| ----------------------- | ------------------------------------------------ | ---------------------------------------------------- |
| Kusanagi Motoko         | Tanaka Atsuko Sakamoto Maaya (Mokoto thu nhỏ)    | Mimi Woods                                           |
| Batou                   | Ōtsuka Akio                                      | Richard Epcar (Richard George)                       |
| Puppet Master           | Kayumi Iemasa (bản gốc) Sakakibara Yoshiko (2.0) | Tom Wyner (Abe Lasser)                               |
| Togusa                  | Yamadera Kōichi                                  | Christopher Joyce                                    |
| Tổ trưởng Aramaki       | Ōki Tamio                                        | William Frederick Knight (William Frederick)         |
| Ishikawa                | Nakano Yutaka                                    | Michael Sorich                                       |
| Tổ trưởng Nakamura      | Genda Tesshō                                     | Simon Prescott (Ben Isaacson)                        |
| Daita Mizuho            | Miyamoto Mitsuru                                 | Richard Cansino (Steve Davis)                        |
| Nhân viên thu gom rác A | Yamaji Kazuhiro                                  | Kevin Seymour (Tom Carlton)                          |
| Nhân viên thu gom rác B | Chiba Shigeru                                    | Doug Stone                                           |

## Sản xuất

### Phát triển

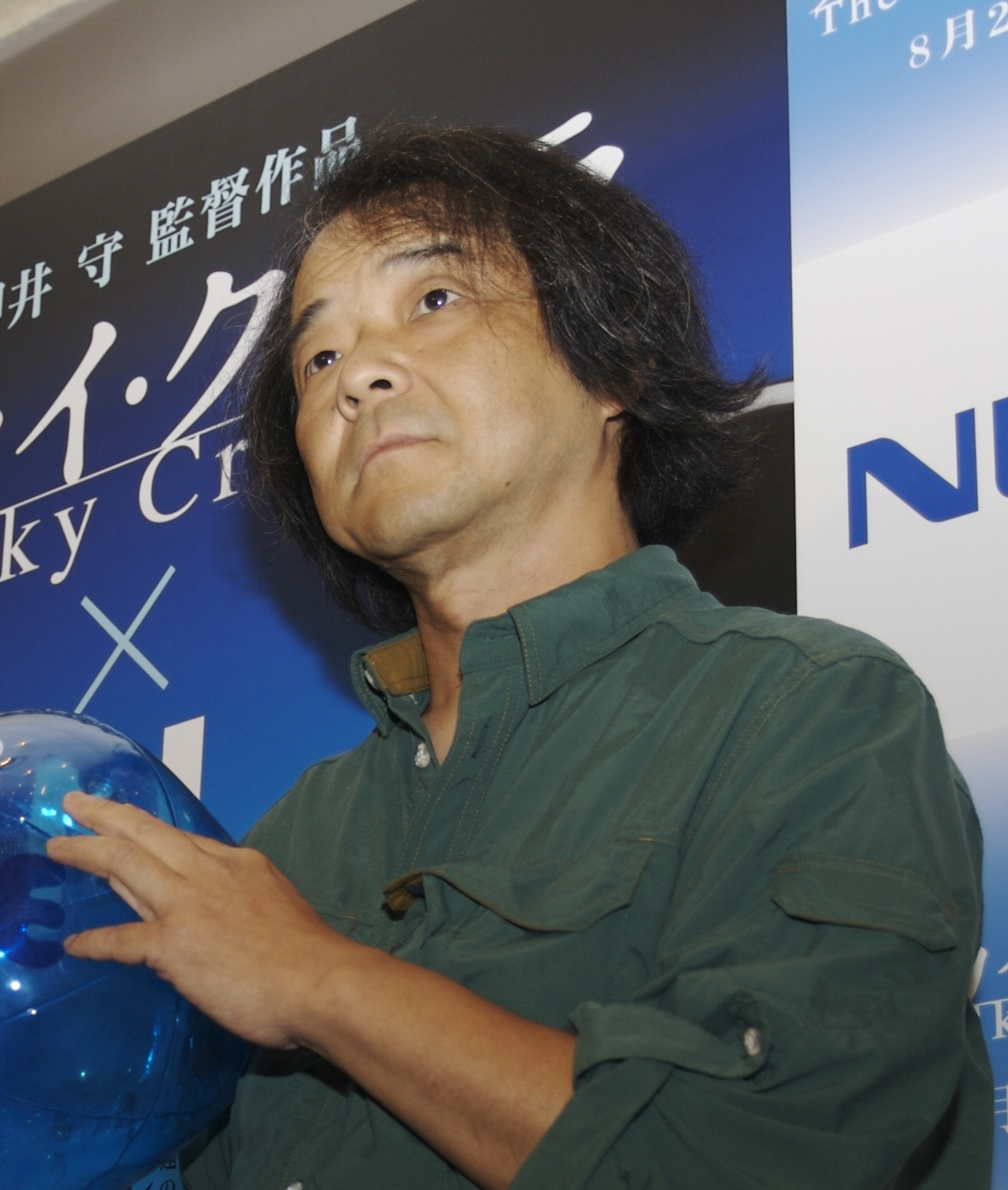
Đạo diễn Oshii Mamoru năm 2008

Giám đốc Oshii Mamoru nói: "Trực giác của tôi nói với tôi rằng câu chuyện về một thế giới tương lai mang một thông điệp trực tiếp cho thế giới hiện tại của chúng ta. Tôi cũng quan tâm đến máy tính thông qua trải nghiệm cá nhân của riêng tôi với chúng. Tôi có cùng cảm nhận về Patlabor và tôi nghĩ sẽ rất thú vị khi làm một bộ phim diễn ra trong tương lai gần. Chỉ có một vài bộ phim, thậm chí ngoài Hollywood, mô tả rõ ràng tầm ảnh hưởng và sức mạnh của máy tính. Tôi nghĩ chủ đề này sẽ được truyền tải hiệu quả hơn thông qua hoạt hình." Oshii đã suy nghĩ về chủ đề này trong một cuộc phỏng vấn sau đó, lưu ý rằng công nghệ thay đổi con người và đã trở thành một phần của văn hóa Nhật Bản. Ông nhận xét rằng việc sử dụng triết lý của mình khiến các nhà sản xuất trở nên thất vọng vì không sử dụng nhiều cảnh hành động. Oshii cũng thừa nhận rằng một bộ phim có nhiều pha hành động sẽ bán chạy hơn, nhưng dù sao ông vẫn sẽ tiếp tục làm những bộ phim này. Khi Oshii trở lại để thực hiện các thay đổi cho Ghost in the Shell gốc để phát hành lại với tên Ghost in the Shell 2.0, một trong những lý do ông đưa ra là bộ phim sẽ không giống với phần tiếp theo. Ông muốn cập nhật bộ phim để phản ánh những thay đổi trong quan điểm.

### Thiết kế
Okiura Hiroyuki, nhà thiết kế nhân vật và giám sát hoạt hình chủ chốt, đã thiết kế Motoko trưởng thành và nghiêm túc hơn so với miêu tả ban đầu của Shirow Masamune về nhân vật trong manga. Okiura đã chọn vẻ bề ngoài một người trưởng thành về thể chất để phù hợp với tuổi tinh thần của Motoko, thay vì vẻ ngoài trẻ trung hai mươi của cô trong manga. Phong thái của Motoko thiếu biểu cảm khuôn mặt hài hước và bản chất nổi loạn được miêu tả trong manga, thay vào đó là một tính cách đăm chiêu và suy tư hơn.
Oshii đã lấy bối cảnh Hồng Kông cho Ghost in the Shell. Oshii đã bình luận rằng suy nghĩ đầu tiên của ông khi tìm thấy hình ảnh về bối cảnh tương lai là một thành phố châu Á, nhưng việc tìm thấy một cảnh quan thành phố phù hợp trong tương lai là không thể, và vì vậy đã chọn sử dụng những con đường thực sự của Hồng Kông làm mô hình của mình. Ông cũng nói rằng Hồng Kông là đối tượng và phông nền hoàn hảo cho bộ phim với vô số tín hiệu và âm hưởng của âm thanh. Nhà thiết kế mecha của bộ phim Atsushi Takeuchi lưu ý rằng mặc dù bộ phim không có bối cảnh được chọn, nhưng rõ ràng nó dựa trên Hồng Kông vì thành phố đại diện cho chủ đề của bộ phim, cũ và mới tồn tại trong một mối quan hệ kỳ lạ trong thời đại tràn ngập thông tin. Trước khi quay bộ phim, các nghệ sĩ đã vẽ các bản phác thảo nhấn mạnh các khía cạnh hỗn loạn, gây bối rối và ngột ngạt của Hồng Kông.

### Hoạt hình
Ghost in the Shell đã sử dụng một quy trình mới gọi là "hoạt hình kỹ thuật số" (DGA), là sự kết hợp giữa hoạt hình cel, đồ họa máy tính (CG) và âm thanh được được định dạng dữ liệu kỹ thuật số. Năm 1995, DGA được cho là tương lai của hoạt hình, vì nó cho phép hoạt hình truyền thống được kết hợp với đồ họa máy tính và cel kỹ thuật số hoạt động với màn hình trực quan. Chỉnh sửa được thực hiện trên hệ thống AVID của Avid Technology, được chọn vì nó linh hoạt hơn và ít hạn chế hơn các phương pháp khác và hoạt động với các loại định dạng phương tiện khác nhau trong một môi trường đơn nhất. Tác phẩm cel kỹ thuật số bao gồm cả hình minh họa gốc, bố cục và thao tác với hoạt hình cel truyền thống để tạo cảm giác về chiều sâu và khơi gợi lên cảm xúc và tâm trạng. Được sử dụng làm nền, các bộ lọc như hiệu ứng ống kính đã được sử dụng để tạo cảm giác về chiều sâu và chuyển động, bằng cách làm biến dạng nền trước và làm cho hậu cảnh xa khỏi tiêu cự trong suốt phân cảnh. Ghost in the Shell đã sử dụng một hệ thống ánh sáng độc đáo, trong đó ánh sáng và bóng được tích hợp vào các cel tập trung vào các nguồn sáng và bóng thay vì sử dụng độ tương phản để kiểm soát ánh sáng. Giám đốc nghệ thuật Ogura Hiromasa mô tả đây là "một kỹ thuật chiếu sáng rất khác thường".
Một số hiệu ứng đặc biệt, như "ngụy trang quang nhiệt" của Motoko, được thể hiện thông qua việc sử dụng phần mềm TIMA. Quá trình sử dụng một hình minh họa duy nhất và điều chỉnh hình ảnh khi cần thiết để tạo ra các biến dạng cho hiệu ứng kết hợp với nền mà không làm thay đổi hình minh họa ban đầu. Hiệu ứng được thêm lại vào bức ảnh để hoàn thành phân cảnh. Mặc dù nhìn bề ngoài thì màn hình hiển thị được sử dụng trong phim rất đơn giản về mặt kỹ thuật để tạo ra, nhưng sự xuất hiện của màn hình đã trải qua nhiều lần chỉnh sửa của đội ngũ sản xuất để thể hiện màn hình hiển thị của tương lai một cách tốt nhất. Một khía cạnh khác của việc sử dụng CG là tạo ra các hình ảnh và hiệu ứng trông như thể chúng được "cảm nhận bởi bộ não" và được tạo ra trong video và được thêm vào phim ở giai đoạn cuối. Các danh đề mở đầu của bộ phim được sản xuất bởi đạo diễn CG, Tanaka Seichi. Tanaka đã chuyển đổi mã bằng ngôn ngữ máy tính được hiển thị bằng chữ cái tiếng Nhật đã được La tinh hóa thành số trước khi đưa chúng vào máy tính để tạo danh đề. Nguồn gốc của mã này là tên của nhân viên của bộ phim được viết bằng ngôn ngữ máy tính. Giám đốc hoạt hình Nishikubo Toshihiko chịu trách nhiệm cho mô phỏng thực tế và đã cố gắng cho các minh họa chính xác về chuyển động và hiệu ứng. Để có thể mô phỏng được thực tế, các nhân viên tiến hành nghiên cứu vũ khí tại một cơ sở ở đảo Guam. Nishikubo đã làm nổi bật cảnh xe tăng như một ví dụ về mô phỏng thực tế của bộ phim, lưu ý rằng những viên đạn đánh ra tia lửa khi bắn vào kim loại, nhưng không đánh lửa khi một viên đạn bắn vào đá.

### Âm thanh
Thu âm của Ghost in the Shell đã được thực hiện với một studio cao cấp để đạt được âm thanh vượt trội trong suốt bộ phim. Một bộ tạo không gian đã được sử dụng để thay đổi âm thanh, đặc biệt là các cuộc hội thoại trong não điện tử, để sửa đổi giọng nói. Nhà soạn nhạc Kawai Kenji đã làm nhạc nền cho bộ phim. Đối với nhạc chủ đề chính, Kawai đã cố gắng tưởng tượng bối cảnh và truyền tải bản chất của thế giới đó trong âm nhạc. Ông đã sử dụng tiếng Nhật cổ điển trong bài hát chủ đề mở đầu "Making of a Cyborg". Bản nhạc này là sự pha trộn của hòa âm Bulgaria và nốt nhạc truyền thống của Nhật Bản; những bản hợp xướng ám ảnh là khúc cầu hôn được ngân nga để xua tan đi thế lực ma quỷ. Nhạc trưởng giao hưởng Sarah Penicka-Smith lưu ý rằng lời bài hát của bài hát phù hợp với sự hòa hợp giữa Kusanagi và Dự án 2501 (Puppet Master) ở cao trào của bộ phim. Kawai ban đầu muốn sử dụng các ca sĩ nhạc dân gian Bulgaria, nhưng thay vào đó đã sử dụng các ca sĩ dân gian Nhật Bản. Nhạc "See You Everyday" khác với phần còn lại của nhạc phim, là một bài nhạc pop được hát bằng tiếng Quảng Châu bởi Fang Ka Wing.
Nhạc chủ đề kết thúc của phiên bản tiếng Anh của bộ phim là "One Minute Warning" của Passengers, một sự hợp tác giữa U2 và Brian Eno. Bài hát xuất hiện trong album Original Soundtracks 1, và là một trong ba bài hát trong album đó thực sự được xuất hiện trong một bộ phim. Andy Frain, người sáng lập Manga Entertainment và là nhà sản xuất điều hành cho bộ phim, là cựu giám đốc tiếp thị của Island Records, hãng thu âm phát hành các bài hát của U2.

## Phát hành
Bộ phim đã được công chiếu trên toàn thế giới tại Liên hoan phim quốc tế Tokyo vào tháng 10 năm 1995, trước khi phát hành chung vào tháng 11. Phiên bản "2.0" đã được phát hành tại các rạp ở Tokyo, Osaka, Nagoya, Fukuoka và Sapporo vào ngày 12 tháng 7 năm 2008 Bộ phim đã thu về 10 triệu đô la Mỹ doanh thu phòng vé toàn cầu, nhưng doanh thu này thấp so với ngân sách của bộ phim, do đó không thu lại được chi phí sản xuất. Tuy nhiên, bộ phim đã được người hâm mộ cuồng nhiệt quan tâm trên dịch vụ cho thuê băng đĩa hình, và thu về khoảng 43 triệu đô la Mỹ trong cả doanh thu phòng vé và doanh thu băng đĩa hình.

### Dịch vụ cho thuê băng đĩa hình
Tại Nhật Bản, bộ phim được phát hành trên VHS vào ngày 26 tháng 4 năm 1996. Phiên bản DVD được phát hành vào ngày 25 tháng 2 năm 2004 dưới dạng phiên bản đặc biệt. Đối với phiên bản đặc biệt năm 2004, bộ phim đã được làm lại hoàn toàn và được chỉnh sửa lại kỹ thuật số từ các yếu tố phim gốc ở dạng toàn màn hình gốc 4x3 và ở dạng màn hình rộng dạng hộp chữ biến dạng 16x9, và âm thanh được phối lại kỹ thuật số bằng 6.1 DTS-ES và 5.1 Dolby Digital EX Surround Sound ở cả tiếng Anh và tiếng Nhật cho chất lượng hình ảnh và âm thanh vượt trội và để tối ưu trình chiếu cho phòng chiếu phim gia đình. Ghost in the Shell được phát hành trên Blu-ray vào ngày 24 tháng 8 năm 2007 Một phiên bản đặc biệt đã được phát hành vào tháng 12 năm 2004. Phiên bản đặc biệt chứa một đĩa bổ sung chứa các hồ sơ nhân vật, tiểu sử của người sáng tạo, tiểu sử của đạo diễn, các đoạn giới thiệu và bản xem trước của Ghost in the Shell. Bộ phim được phát hành lại dưới dạng DVD và Blu-ray tại Nhật Bản vào ngày 19 tháng 12 năm 2008.
Tại Hoa Kỳ, bộ phim được phát hành trên VHS vào ngày 18 tháng 6 năm 1996, thông qua Manga Entertainment, và trên DVD vào ngày 31 tháng 3 năm 1998, bởi Anchor Bay Entertainment. Giống như "Phiên bản đặc biệt" sau này của Nhật Bản, DVD được làm lại hoàn toàn và được chỉnh sửa lại bằng kỹ thuật số với nhiều bài hát, nhưng không giống như bản phát hành của Nhật Bản, nó bao gồm một bộ phim tài liệu dài 30 phút về quá trình làm phim. Manga Entertainment đã phát hành bộ phim trên Blu-ray vào ngày 24 tháng 11 năm 2009; phiên bản này chứa bộ phim gốc và bản remaster, nhưng bỏ qua phần bình luận âm thanh và phỏng vấn trực tiếp với Oshii, được liệt kê trên hộp của nó. Manga Entertainment và Anchor Bay Entertainment đã phát hành lại bộ phim trên Blu-ray với một bộ phim HD hoàn toàn mới in vào ngày 23 tháng 9 năm 2014. Bản phát hành đã gặp phải sự chỉ trích vì phụ đề tiếng Anh dịch chưa chính xác và thiếu các tính năng đặc biệt. Vào tháng 8 năm 1996, Ghost in the Shell đã trở thành bộ phim Nhật Bản đầu tiên đứng đầu bảng xếp hạng doanh thu băng đĩa hình của Billboard, với hơn 200.000 bản VHS được bán ra. Đến năm 2002, các băng đĩa hình tại nhà của bộ phim đã bán được hơn 1.6 triệu bản trên toàn thế giới, bao gồm hơn 100.000 bản tại Nhật Bản và hơn 1 triệu bản tại Hoa Kỳ. Với mức giá bán lẻ là 19,95 US$, bộ phim đã thu về khoảng 32 triệu đô la Mỹ doanh thu bán hàng băng đĩa. Trong năm 2017, bản phát hành Blu-ray đã bán được 26.487 bản và thu về 675,002 US$ tại Hoa Kỳ, nâng tổng doanh số băng đĩa trên toàn thế giới của phim lên 1,63 triệu bản và tổng doanh thu khoảng 33 triệu đô la Mỹ. Bộ phim là anime băng đĩa đầu tiên đạt được vị trí thứ nhất của Billboard băng đĩa tại thời điểm phát hành. Bộ phim được xếp hạng là bộ phim anime DVD bán chạy thứ chín ở Bắc Mỹ vào năm 2006. Vào ngày 29 tháng 7 năm 2020, có thông báo là Lionsgate phát hành lại bộ phim trên đĩa Blu-ray vào ngày 8 tháng 9 năm 2020. Nó cũng sẽ được phát hành trên định dạng UHD 4K.

### Phương tiện truyền thông khác
Bản nhạc gốc của Kawai Kenji cho bộ phim được phát hành vào ngày 22 tháng 11 năm 1995. Ca khúc cuối cùng bao gồm bài nhạc pop "See You Everyday" của Mizuno Yoshimasa. Sau khi phát hành Ghost in the Shell 2.0, một phiên bản cập nhật của nhạc phim đã được phát hành vào ngày 17 tháng 12 năm 2008. Một Photo-CD của bộ phim đã được phát hành tại Nhật Bản vào ngày 20 tháng 11 năm 1995. Một cuốn tiểu thuyết spin-off được viết bởi Akira Endo, có tựa đề Ghost in the Shell: Burning City (攻殻機動隊灼熱の都市 Kōkaku kidōtai shakunetsu no toshi), được xuất bản bởi Kodansha và phát hành vào tháng 11 năm 1995. Phần tiếp theo, có tựa đề Ghost in the Shell 2: Star Seed (攻殻機動隊2: Star Seed), được phát hành vào tháng 1 năm 1998. Một cuốn sách có tựa đề Analysis of Ghost in the Shell được phát hành vào ngày 25 tháng 9 năm 1997, bởi Kodansha.

### Phát hành lạiGhost in the Shell 2.0
Một phiên bản cập nhật của bộ phim gốc, có tựa đề Ghost in the Shell 2.0 (GHOST IN THE SHELL／攻殻機動隊 2.0 Gōsuto in za sheru / Kōkaku kidōtai 2.0), đã được thực hiện để chào mừng việc phát hành The Sky Crawlers vào năm 2008. Bản phát hành Ghost in the Shell 2.0 kết hợp các cảnh quay gốc với các hình ảnh động được cập nhật, được tạo bằng các công nghệ phim và hoạt hình kỹ thuật số mới như 3D-CG. Nó bao gồm một bài hát mở đầu mới, màn hình kỹ thuật số và màn hình ba chiều, và bỏ qua một số cảnh ngắn. Bản nhạc gốc cũng được soạn và thu âm lại. Kenji Kawai phối lại nhạc nền Phiên bản 2.0 bởi Surround Channel 6.1. Randy Thom của Skywalker Sound đã thể hiện lại vai trò là nhà thiết kế âm thanh, đã từng làm việc trước đó trong Ghost in the Shell 2: Innocence. Trong bản nhạc mới, đoạn hội thoại bằng tiếng Nhật cũng được thu âm lại, với một số biến thể từ kịch bản gốc để hiện đại hóa bài phát biểu. Sakakibara Yoshiko thay thế Kayumi Iemasa lồng tiếng cho Puppet Master.

## Đón nhận

Sự biểu diễn cơn mưa chữ số, là hình ảnh được sử dụng đầu tiên trong Ghost in the Shell và sau này là Ma trận.

Trang web tổng hợp đánh giá Rotten Tomatoes báo cáo rằng 96% các nhà phê bình đã đưa ra đánh giá tích cực dựa trên 53 đánh giá, với điểm trung bình là 7,77/10. Sự đồng thuận của các nhà phê bình trang web là: "Một kỳ tích tuyệt vời của hoạt hình hiện đại, Ghost in the Shell mang đến sự phức tạp, gợi nhiều suy nghĩ cho những người hâm mộ anime cũng như lời giới thiệu hoàn hảo cho những khán giả vẫn còn lạ lẫm về phương tiện thông tin này."  Trên Metacritic, bộ phim có số điểm trung bình là 76 trên 100 dựa trên 14 nhà phê bình, thể hiện "những đánh giá nói chung là có thiện chí".
Niels Matthijs của Twitch Film đã ca ngợi bộ phim, nói rằng: "Không chỉ Kokaku Kidotai là một bộ phim đóng vai trò cốt yếu trong kinh điển của phim hoạt hình Nhật Bản, cùng với 2001: A Space Odyssey của Kubrick và Solyaris của Tarkovsky, nó hoàn toàn là bộ ba tác phẩm chuyển thể từ cuốn sách mà vượt qua sự phổ biến của những bản gốc và [mang] tới một khái niệm mới mẻ cho những thương hiệu đã trở nên phổ biến." Ông xếp nó hạng # 48 trong số các tác phẩm yêu thích của cá nhân ông. Clark Collis của Empire cho rằng bộ phim có thể đoán trước được, nhưng ca ngợi sự đầu tư của nó. Johnathan Mays của Anime News Network đã ca ngợi hoạt hình kết hợp với kỹ xảo tạo từ máy tính, gọi đó là "có lẽ là sự tổng hợp tốt nhất từng được chứng kiến trong anime". Helen McCarthy trong 500 Essential Anime Movies mô tả bộ phim là "một trong những anime hay nhất từng được thực hiện", ca ngợi kịch bản và "nhạc nền gợi cảm xúc thú vị, đặc biệt" của nó, và thêm rằng "những cảnh hành động tốt như thể một bộ phim bom tấn Hollywood hiện tại đều được hỗ trợ bởi hiệu ứng CGI vẫn có thể gây kinh ngạc". Trong một bài phê bình năm 1996, nhà phê bình phim Roger Ebert đã đánh giá bộ phim ba trong số bốn sao, ca ngợi hình ảnh, nhạc phim và chủ đề, nhưng cảm thấy rằng bộ phim "quá phức tạp và u ám để đạt được lượng khán giả lớn... Mãi đến giờ thứ nhì của câu chuyện mới bắt đầu hé lộ ý nghĩa của nó". Vào tháng 2 năm 2004, Cinefantastique đã liệt kê anime là một trong "10 Phim hoạt hình Cốt yếu". Phim được xếp hạng 35 trong danh sách 50 phim hoạt hình hàng đầu năm 2010 của Total Film. Bộ phim được xếp hạng 4 trên Tạp chí Wizards Anime trên "Top 50 Anime được phát hành ở Bắc Mỹ".
Ghost in the Shell cũng đã ảnh hưởng đến một số nhà làm phim nổi tiếng. The Wachowskis, người tạo ra Ma trận và các phần tiếp theo của nó, đã giới thiệu bộ anime cho nhà sản xuất Joel Silver, nói, "Chúng tôi muốn làm điều đó thật sự."  Sê-ri Ma trận lấy một số khái niệm từ bộ phim, bao gồm cơn mưa chữ số, được lấy cảm hứng từ các danh đề mở đầu của bộ phim, và cách các nhân vật tiếp cận Ma trận thông qua các lỗ cắm sau gáy cũng được lấy cảm hứng từ bộ phim. Những điểm tương đồng khác đã được đưa vào Avatar của James Cameron, Trí tuệ nhân tạo AI của Steven Spielberg và Surrogates của Jonathan Mostow. James Cameron đã trích dẫn Ghost in the Shell như một nguồn cảm hứng cho Avatar, gọi đây là "bộ phim hoạt hình thực sự dành cho người lớn đầu tiên đạt đến mức độ xuất sắc về cả văn chương và hình ảnh."

## Chủ đề
Các nhà phê bình và phân tích đã tập trung vào các diễn giải về đại diện của bộ phim về tính chất giới tính và bản dạng giới. Sharalyn Orbaugh đã lưu ý rằng cảnh mở đầu của Ghost in the Shell bắt đầu bằng "phần giới thiệu nghịch lý hoàn hảo cho một câu chuyện kể về bản chất của giới tính/bản dạng giới và sự tự nhận dạng trong một thế giới tương lai nơi sinh sản hữu tính đã nhường chỗ cho sự nhân bản cơ học". Định tính và ngoại hình nữ của Motoko bị chống lại bởi một chủ thể ngự trị, dẫn đến một cơ thể người máy không có cơ quan sinh sản không thể hành kinh. Orbaugh mô tả sự kết hợp vào nhau trong cảnh mở đầu mô tả việc tạo ra cơ thể của Motoko và việc cô không có chu kỳ kinh nguyệt là sự thiết đặt cho chủ đề "vấn đề của sinh sản hữu tính trong một khuôn khổ đề tài hậu nhân loại".
Bộ phim mô tả sự tự nhận dạng và sự quan tâm đến bản thể học của Motoko và kết thúc bằng sự tiến hóa của Puppet Master, một sinh vật vô tính. Austin Corbett mô tả cho việc hạn chế giới tính hóa đội của cô như sự tự do khỏi nữ tính, lưu ý rằng Motoko "bề ngoài là nữ, và rõ ràng không có nữ tính". Khi mô tả Motoko là một "[nhân vật nữ chính] mạnh mẽ và "quyến rũ" đóng vai trò trung tâm của câu chuyện", "dù vậy cô gần như liên tục ở trong tình trạng khỏa thân", Roger Ebert chú thích về "một bài viết về anime trong một số ra của Film Quarterly cho thấy trở thành một 'người làm công ăn lương' ở Nhật Bản hiện đại rất mệt mỏi và phi nhân tính đến mức nhiều người đàn ông (chiếm phần lớn nhất trong số khán giả hoạt hình) giải tỏa cả sự suồng sã và quyền lực lên phụ nữ, và đồng nhất họ như những nhân vật hư cấu". Carl Silvio đã gọi Ghost in the Shell là "bộ phim có giá trị kháng cự", do sự đảo ngược của vai trò giới tính truyền thống, "bình ổn hóa của chủ đề hậu giới tính" và không nhấn mạnh vào tính đặc thù giới tính của cơ thể vật chất.

## Liên kết ngoại
- Website chính thức (Yêu cầu Adobe Flash Player) tại Manga.com
- Website chính thức tại trang web sản xuất IG English
- Ghost in the Shell trên Internet Movie Database
- Ghost in the Shell 2.0 trên Internet Movie Database
- Ghost in the Shell tại Rotten Tomatoes
- Ghost in the Shell  tại từ điển bách khoa của Anime News Network
- Ghost in the Shell tại Japanese Movie Database (bằng tiếng Nhật)